# Jules Ronjat
 (juin 2024).
Pour les articles homonymes, voir Ronjat.
Antoine Jules Ronjat (Vienne, 12 novembre 1864,- Lyon, 16 janvier 1925), est un linguiste français, spécialiste de la langue d'oc.

## Biographie
Fils de l'homme politique et magistrat Abel-Antoine Ronjat, Jules Ronjat fait ses études au collège Rollin à Paris et à la faculté de droit. Il est avocat à la cour d'appel de Paris, puis au barreau de Vienne. Il se marie en Allemagne en 1907 avec Henriette-Ilse Loebell. Le couple aura deux enfants.
Au début de la Première Guerre mondiale, il s'établit à Genève à cause de l'origine allemande de son épouse. Il y enseigne de 1915 à 1925 et décède à Lyon. Il est enterré à Vienne dans le caveau familial.

## Le linguiste
Son fils Louis ayant appris le français, l'allemand, l'occitan, Jules Ronjat a étudié l'évolution de cet apprentissage multilingue et a exposé Le développement du langage observé chez un enfant bilingue (1913).
Il est l'auteur d'une monumentale Grammaire istorique [sic] des parlers provençaux modernes en 4 tomes, qui a été publiée après sa mort à partir de 1930.
Il fait partie des cadres du Félibrige, sous le capouliérat de Pierre Dévoluy : baile (c'est-à-dire secrétaire) en 1902, élu majoral le 22 mai 1904 (cigalo de Zani), il démissionne en mai 1909. C'est à lui qu'on doit la notion de « Croissant » dans sa thèse sur la syntaxe occitane, en 1913. Il a toujours refusé de dire explicitement si le Croissant relève plus de la langue d'oc ou de la langue d'oïl (français). Les éditions récentes du Tresor dóu Felibrige comportent un supplément établi d'après les notes de Jules Ronjat.
Il a collaboré à la revue félibréenne L'Aiòli, à la Revue des langues romanes de 1904 à 1925, au Bulletin de la société de linguistique de Paris, et, sous son nom ou sous le pseudonyme de Bousoun di Vergno, à Prouvènço / Vivo Prouvènço .

## Œuvres
- Jules Ronjat, Grammaire istorique des parlers provençaux modernes, vol. 1, Montpellier, Société des langues romanes, 1930, 423 p. (OCLC 310477110, BNF 11991351, lire en ligne)[7]
- Jules Ronjat, Grammaire istorique des parlers provençaux modernes, vol. 2, Montpellier, Société des langues romanes, 1930, 501 p. (OCLC 310477110, BNF 11991351, lire en ligne)
- Jules Ronjat, Grammaire historique des parlers provençaux modernes, vol. 3, 1941, 651 p. (OCLC 630427074)
- Jules Ronjat, Grammaire historique des parlers provençaux modernes, vol. 4, Montpellier, Société des langues romanes, 1941, 191 p. (OCLC 633053606, BNF 32582755)
- Jules Ronjat, Consonnes et fénomènes généraux, Montpellier, Société des langues romanes, 1930, 423 p. (OCLC 60480752)
- Jules Ronjat, Voyelles et diftongues, Montpellier, Société des langues romanes, 1932, 487 p. (OCLC 60480753)
- (oc) Jules Ronjat, L'ourtougràfi prouvençalo : pichot tratat a l'usage di prouvençau, Toulon, Ed. de la Mantenènço de Prouvènço, 1937, 31 p. (OCLC 490135852, BNF 35083759), résumé des principes de la norme mistralienne. Téléchargeable au format pdf chez Ciel d'oc.
- Jules Ronjat, Le développement du langage observé chez un enfant bilingue : thèse, Paris, Librairie ancienne H Champion, 1913, 155 p. (SUDOC 19070604X, lire en ligne)
- Jules Ronjat, Sainte Estelle, patronne des félibres, Périgueux, Impr. de la Dordogne,, 1907, 31 p. (OCLC 462078173, BNF 35074387)
- Jules Ronjat, Essai de syntaxe des parlers provençaux modernes, Périgueux, Impr. de la Dordogne, 1913, 306 p. (OCLC 782116227, BNF FRF31242343)
- Jules Ronjat, La Vente du blé, Vienne, Ogeret et Martin, 1901, 29 p. (OCLC 458177533)
- Jules Ronjat, La plus belle maison de Vienne, Vienne, Ogeret et Martin, 1906, 7 p. (OCLC 313235697)
- Jules Ronjat, La vallée du Rhône de Lyon à Avignon : Conférence faite le jeudi 25 janvier 1900, Lille, Impr. L. Danel, 1900, 31 p. (OCLC 41133083)
- Jules Ronjat, Souvenirs de Norvège, Grenoble, Allier, 1906, 34 p. (OCLC 313113779)
- Jules Ronjat, « La famille étimologique de provençal draio », Revue des langues romanes, no 77,‎ 1916 (OCLC 1040294548)
- Jules Ronjat, « Emprunts et faits de phonétique syntactique dans le parler de Labouheyre (Landes) », Revue des langues romanes, no LIX,‎ 1916, p. 38-43 (OCLC 801815378)
- Jules Ronjat, « Emprunts et faits de phonétique syntactique dans le parler de Labouheyre (Landes) », Revue des langues romanes, no LIX,‎ 1916, p. 38-43 (OCLC 801815378)